# Ixodes nipponensis
Ixodes nipponensis är en fästingart som beskrevs av Kitaoka och Saito 1967. Ixodes nipponensis ingår i släktet Ixodes och familjen hårda fästingar. Inga underarter finns listade i Catalogue of Life.